# Зорин, Андрей Леонидович
Андре́й Леони́дович Зо́рин (род. 16 марта 1956, Москва) — советский и российский филолог, литературовед, литературный критик и историк культуры (специалист в области истории российской культуры и интеллектуальной истории). Доктор филологических наук (2001). Профессор Оксфордского университета (с 2004 года), РГГУ, РАНХиГС и МВШСЭН.

## Биография
Сын писателя Леонида Григорьевича Зорина и театроведа Генриетты Григорьевны Зориной (урождённая Рабинович). Окончил филологический факультет МГУ (1978) и аспирантуру там же, кандидат филологических наук (1983, диссертация «Литературное направление как межнациональная общность (английский и русский сентиментализм)»).
В 2000 году получил учёную степень доктора филологических наук, защитив диссертацию на тему «Русская литература последней трети XVIII — начала XIX века и становление государственной идеологии».
С 1993 года — доцент, с 2001 года — профессор Российского государственного гуманитарного университета. В 1992 году — стипендиат Русского исследовательского центра Гарвардского университета.
Приглашённый профессор университетов: Стэнфордского (1995, 2000), Мичиганского (1999), Гарвардского (1999, 2003), Нью-Йоркского (2001), Уэслианского (2004). К 2012 году преподавал в 19 вузах в четырёх странах.
До 2023 года был профессором кафедры гуманитарных дисциплин и академический директор программ Института общественных наук Российской академии народного хозяйства и государственной службы (РАНХиГС). C 2011 года был членом учёного совета РАНХиГС. Возглавлял историческую программу МВШСЭН.
Участвовал в написании сценариев нескольких исторических фильмов. Член редколлегии журналов «Новое литературное обозрение», «Slavic Review» (США), «Cahiers du Monde Russe» (Франция). Член Академии русской современной словесности (1997) и постоянного жюри премии им. Е. Эткинда (с 2006).
Жена: Зорина Ирина Юрьевна (р. 1955).

## Основные работы

### Книги
- Зорин А. Л. Глагол времен // «Свой подвиг свершив»: о судьбе произведений Г. Р. Державина, К. Н. Батюшкова, В. А. Жуковского / под ред. А. Л. Зорина, Н. Н. Зубкова, А. С. Немзера. — М.: Книга, 1987. — 384 с. — (Судьбы книг).
- Зорин А. Л. Кормя двуглавого орла…: Литература и государственная идеология в России в последней трети XVIII — первой трети XIX века. — М.: Новое литературное обозрение, 2001. — 416 с. — ISBN 5-86793-103-X.
- Зорин А. Л. Где сидит фазан…: очерки последних лет. — М.: Новое литературное обозрение, 2003. — 224 с. — ISBN 5-86793-253-2.
- Andrei Zorin. Lotman’s Karamzin and Late Soviet Liberal Intelligentsia // Lotman and Cultural Studies: Encounters and Extensions / ed. Andreas X. Schnelle. — Madison, Wisconsin: University of Wisconsin Press, 2006.
- Зорин А. Л. «Венский журнал» Андрея Тургенева // Memento vivere: сборник памяти Л. Н. Ивановой / под ред. К. А. Кумпан, Е. Р. Обатнина. — СПб.: Наука, 2009. — С. 37—54. — 54 с.
- Зорин А. Л. Соблазнение a` la Rousseau // Европа в России / под ред. П. Песонена, Г. Обатнина, Т. Хутунена. — М.: Новое литературное обозрение, 2010. — С. 64—100. — 457 с.
- Зорин А. Л. Импорт чувств: к истории эмоциональной европеизации русского дворянства // Российская империя чувств. Подходы к культурной империи эмоций / под редакцией Я. Плампера., Ш. Шахадат, М. Эли. — М.: Новое литературное обозрение, 2010. — С. 120—130. — 512 с. — ISBN 978-5-86793-785-0.
- Зорин А. Л. Появление героя. Из истории русской эмоциональной культуры конца XVIII — начала XIX века. — М.: Новое литературное обозрение, 2016. — 568 с. — ISBN 978-5-4448-0528-2.
- Зорин А. Л. Жизнь Льва Толстого. Опыт прочтения. — М.: Новое литературное обозрение, 2020. — 248 с. — ISBN 978-5-4448-1176-4.

### Статьи
- Зорин А. Л. Проза Лидии Гинзбург и гуманитарная мысль XX века // Новое литературное обозрение. — 2005. — № 76. — С. 45—67.
- Зорин А. Л. Редкая вещь. Скандал в Санкт-Петербургском театре времен французской революции // Новое литературное обозрение. — 2006. — № 80. — С. 91—110.
- Зорин А. Л. Распределение ролей (М. Л. Гаспаров как поэт) // Новое литературное обозрение. — 2006. — № 82. — С. 296—300.
- Andrei Zorin. Den långa striden mellan öst och väst (швед.) // AXESS. — 2008. — September. — S. 33—37.
- Andrei Zorin. The Perception of Emotional Coldness in Andrei Turgenev’s Diaries (англ.) // Slavic Review. — 2009. — Vol. 68, no. 2. — P. 238—258.
- Зорин А. Л. Лидия Гинзбург. Опыт «примирения с действительностью» // Новое литературное обозрение. — 2010. — № 101. — С. 67—84.
- Зорин А. Л. Разлука с семьей весной 1797 года: двойная идентичность Михаила Муравьева // Новое литературное обозрение. — 2011. — № 110.
- Зорин А. Л. Еще раз о «Дневнике одной недели» А. Н. Радищева: датировка, жанр, биографическая проблематика // Новое литературное обозрение. — 2012. — № 113.
- Эмили ван Баскирк, Зорин А. Л. Гинзбург и перестройка // Новое литературное обозрение. — 2012. — № 116.
- Зорин А. Л. Смерть в Петербурге // Новое литературное обозрение. — 2013. — № 120.
- Andrei Zorin. G. M. HAMBURG. Russia’s Path toward Enlightenment: Faith, Politics, and Reason, 1500–1801 (Review) (англ.) // The American Historical Review. — 2018. — Vol. 123, iss. 3. — P. 1045—1046.
- Зорин А. Л. Улыбка Наташи Ростовой: «Война и мир» в интертекстуальной и биографической перспективе Шаги // Steps. — 2019. — Т. 5, № 2. — С. 86—109.
- Зорин А. Л. Женское пение, эрос и насилие в мире Л. Н. Толстого. Статья первая. «Crudele affetto» в доме Ростовых // Новое литературное обозрение. — 2023. — № 181. — С. 102—122.
- Зорин А. Л. Женское пение, эрос и насилие в мире Л.Н. Толстого. Статья вторая. Полеты над миром // Новое литературное обозрение. — 2023. — № 183. — С. 139—167.
- Верещагина Е., Зорин А. Л. «Вольный стрелок» Карла Марии фон Вебера в русской культуре XIX века (Молитва Агаты над Волчьей долиной) // Новое литературное обозрение. — 2024. — № 186. — С. 123—152.